# Владимирская, Жанна Аркадьевна
Жа́нна Арка́дьевна Влади́мирская (22 марта 1939, Харьков — 28 октября 2017, Фолс-Черч, Виргиния) — советская и американская актриса театра и кино, журналистка и радиоведущая.

## Биография
В детские годы жила в Одессе и Кишинёве. Мать была адвокатом. После окончания школы в Кишинёве поступила в Киевский политехнический институт, но оставила учёбу там после первого курса и поступила в Ленинградский государственный институт театра, музыки и кинематографии. 
Играла в Московском драматическом театре имени К. С. Станиславского, Куйбышевском драматическом театре, Литературно-драматическом театре ВТО в Москве. Исполняла роли Медеи в пьесе Жана Ануя и Маленького принца по Антуана де Сент-Экзюпери. Снималась в кино.
В 1981 году эмигрировала в США. С 1983 по 2006 год была сотрудницей радиостанции «Голос Америки» в Вашингтоне. В её исполнении прозвучал целый ряд произведений американских и российских авторов на волнах «Голоса Америки». Автор и ведущая программ «В мире кино», «Музыка кантри», «Шедевры Бродвея», «Джазовый клуб», «Путешествия по Америке».
Подготовила чтение книг Надежды Мандельштам «Воспоминания», прозвучавшее в её исполнении на волнах «Голоса Америки». Совместно с мужем Алексеем Ковалёвым создала цикл «Рождественские стихи Бродского».
Умерла 28 октября 2017 года у себя дома, в городе Фолс-Черч, Виргиния. Похоронена на кладбище National Memorial Park.

## Семья
- Муж — актёр Алексей Леонидович Ковалёв (род. 1944), сын режиссёра Леонида Аграновича, внук певицы Ольги Ковалёвой, племянник сценариста Евгения Аграновича.
  - Дочь — Настасья Ковалёва (род. 1973).

## Роли в театре
- «Васса Железнова» (Максим Горький) — Васса Борисовна Железнова
- «Медея» (Ж. Ануй) — Медея
- «Маленький принц» (А. де Сент Экзюпери) — Маленький принц
- «Робин Гуд» (мюзикл) (С. Заяцкий) — Клоринда
- «Цезарь и Клеопатра» (Б. Шоу) — Клеопатра
- «Дело, которому ты служишь» (Ю. П. Герман) — Варвара
- «Орфей опускается в ад» (Т. Уильямс) — Лейди Торренс
- «Письма к незнакомке» (А. Моруа, А. Моравиа) — Актриса
- «Там, вдали…» (В. М. Шукшин, песни В. С. Высоцкого) — Ольга
- «Любовь — книга золотая» (А. Н. Толстой) — Екатерина II
- «Телевизионные помехи», К. Сакони) — Магда
- «„А существует ли любовь?“ — спрашивают пожарные» (Э. С. Радзинский) — Она
- «Маленькие трагедии» (Моцарт и Сальери) (А. С. Пушкин) — Моцарт

### Моноспектакли
- «Равнодушный красавец»
- «Человеческий голос»
- «Есть час души»
- «В то время я гостила на земле. Анна Ахматова: жизнь и судьба»
- «Монолог. Иосиф Бродский. С берегов неизвестно каких»
- «Моим стихам… настанет свой черёд» (2011)

## Роли в кино
- 1968 — «Ещё раз про любовь» — Майя
- 1968 — «Эксперимент доктора Абста» — Марта Ришер
- 1971 — «Пристань на том берегу» — ленинградка в эвакуации
- 1971 — «Гойя, или Тяжкий путь познания» (ГДР, СССР, Болгария, Югославия) — озвучивание
- 1976 — «Цепь» (телевизионный спектакль) — Маргарита